# St. Marien (Schönbrunn (Saalburg-Ebersdorf))

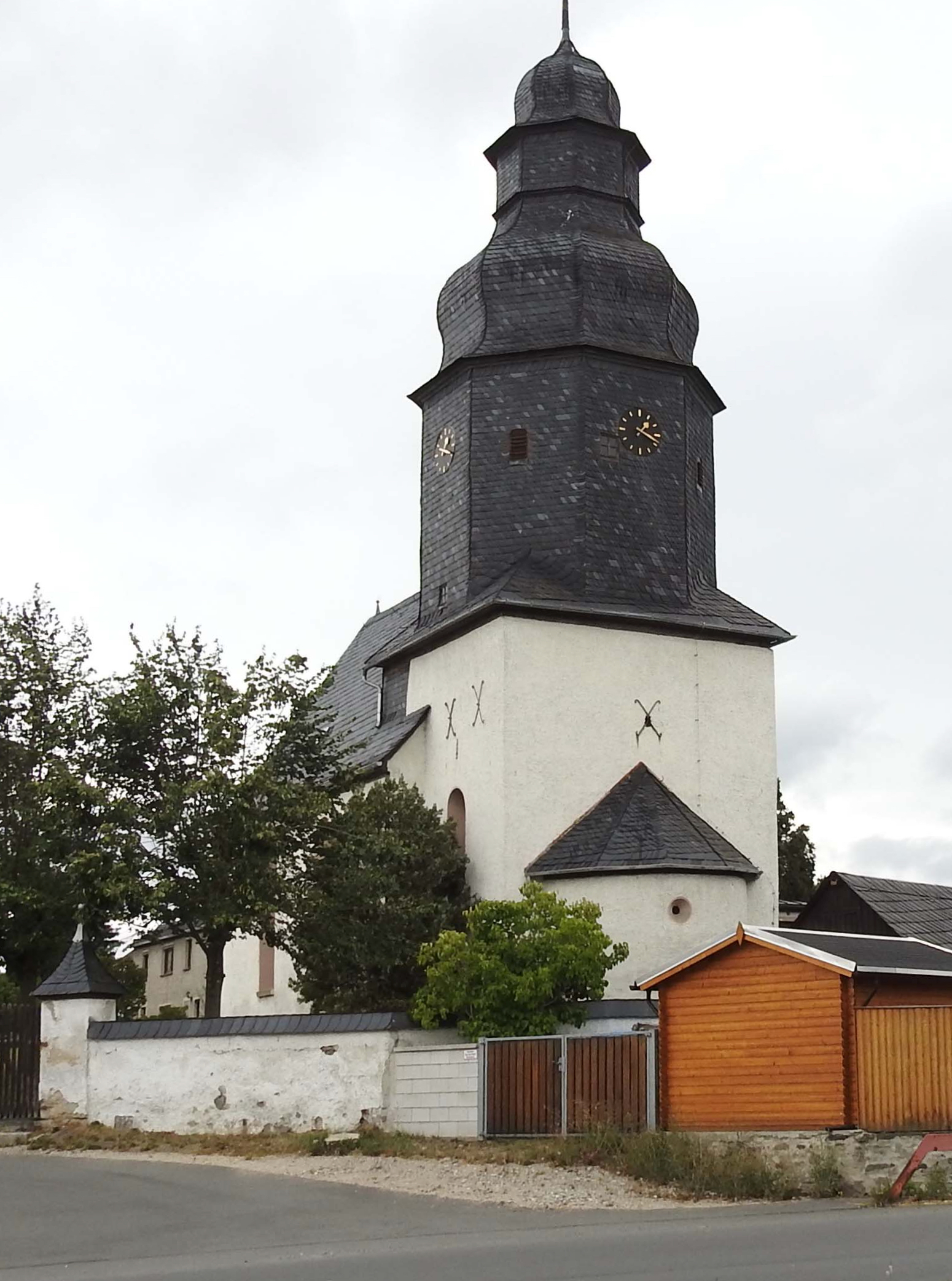
St. Marien Schönbrunn

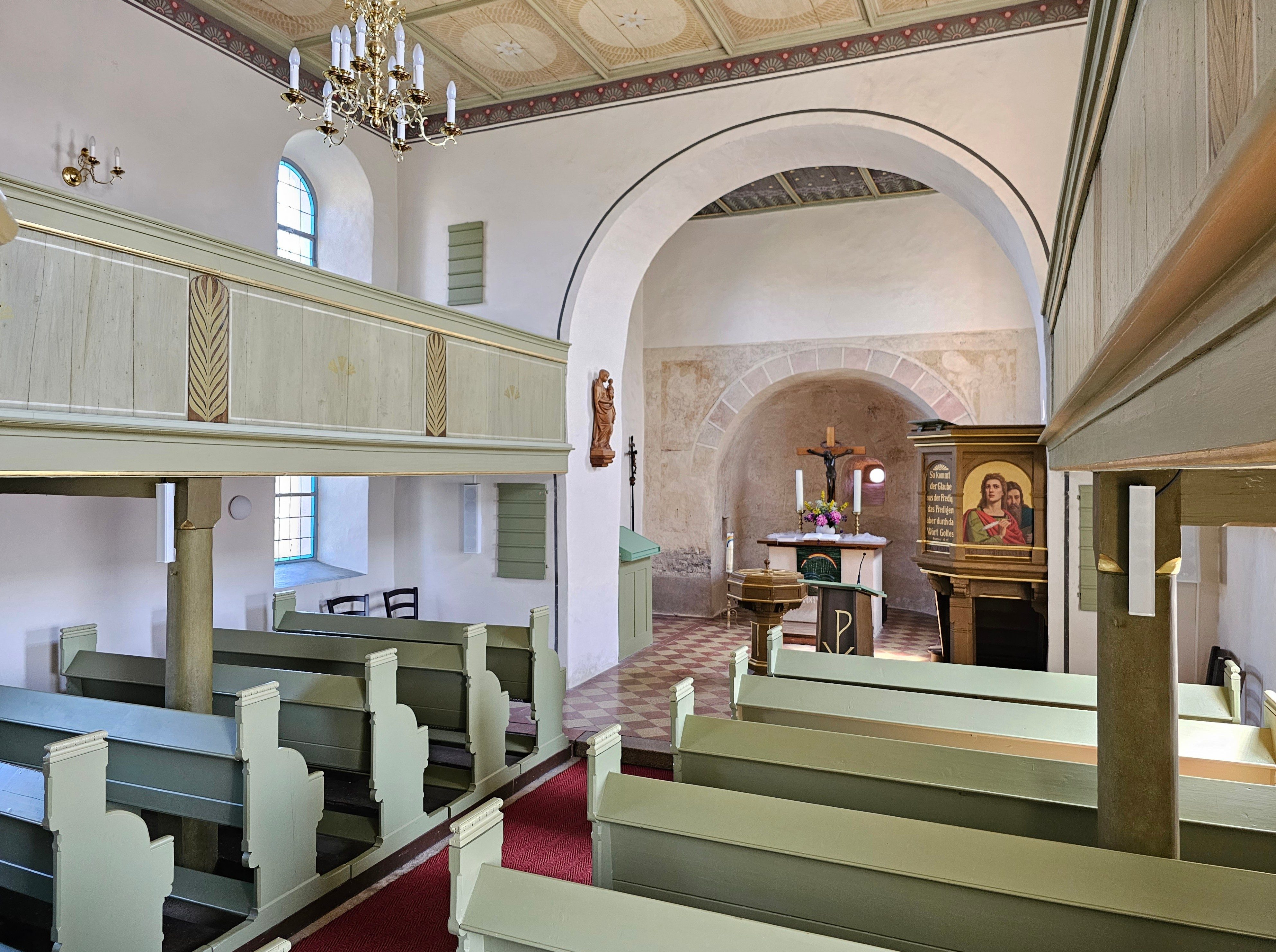
Innenraum (2023)

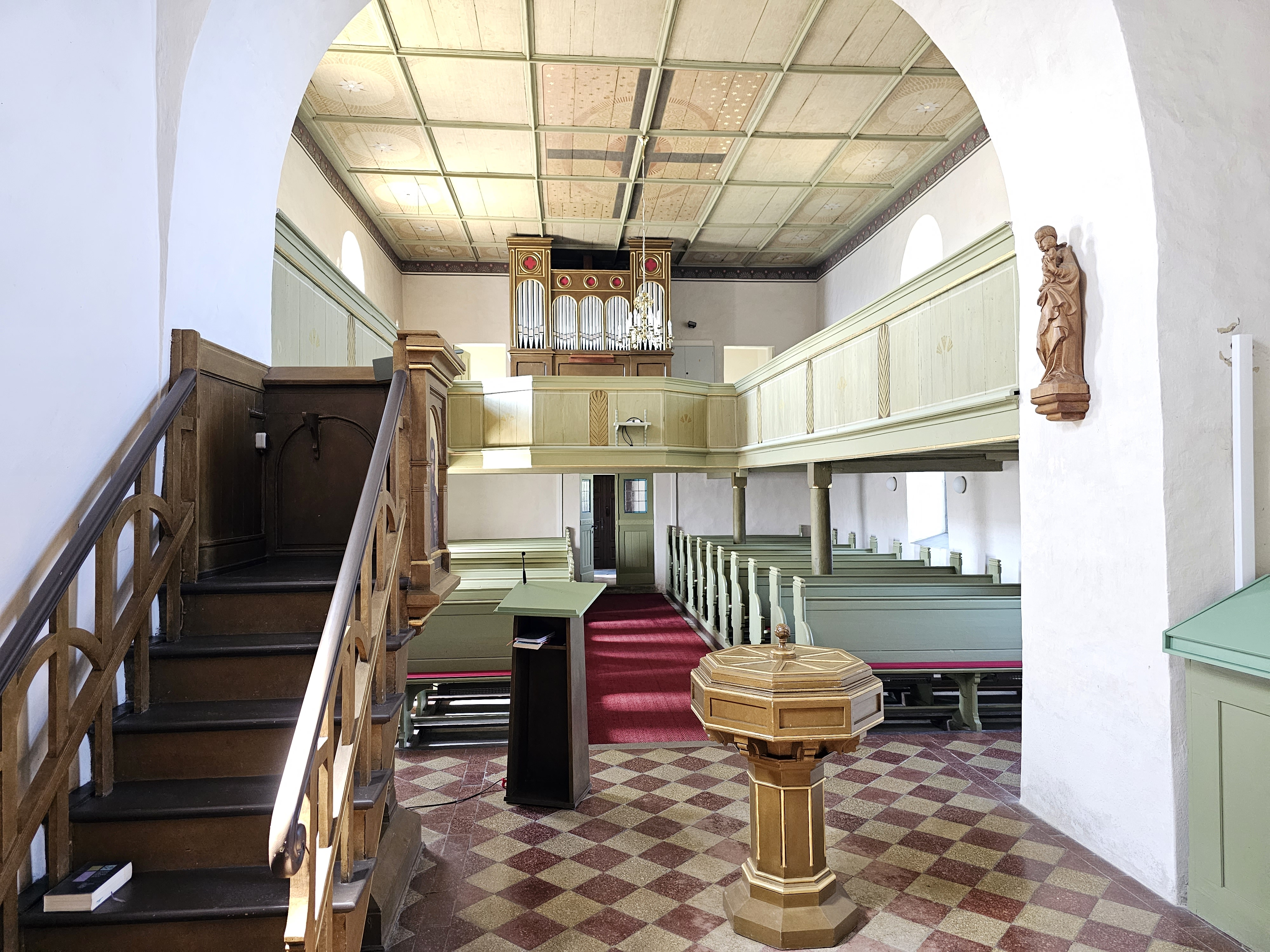
Innenraum, Blick zur Orgel

Die evangelisch-lutherische denkmalgeschützte Dorfkirche St. Marien steht in Schönbrunn, einem Ortsteil der Stadt Saalburg-Ebersdorf im Saale-Orla-Kreis in Thüringen. Die Kirchengemeinde Schönbrunn gehört zum Pfarrbereich Saalburg-Ebersdorf im Kirchenkreis Schleiz der Evangelischen Kirche in Mitteldeutschland.

## Beschreibung
Teile der heutigen Saalkirche, insbesondere der Chor, die Apsis und Teile des heutigen Langhauses gehen auf das 12. Jahrhundert zurück. Fresken aus dieser Zeit wurden 2004 wieder freigelegt. An den eingezogenen Chorturm schließt sich eine halbrunde Apsis an. Der Chorturm hat einen quadratischen Grundriss, darauf schließt sich ein achtseitiges schiefergedecktes Geschoss an, das an vier Seiten die Zifferblätter der Turmuhr hat, an den übrigen befinden sich Klangarkaden. Im Glockenstuhl hängen zwei Kirchenglocken, die ältere von ihnen stammt aus dem Jahr 1521. Bedeckt ist der Turm mit einer großen bauchigen Haube. Das folgende Zwischenstück trägt eine kleine bauchige Haube, die von einer Turmkugel bekrönt wird. 
Das Kirchenschiff wurde im 16. Jahrhundert neu gebaut. 1682 wurde die Kirche umfassend saniert und verändert. Aus dieser Zeit stammt die Turmhaube.
Der Innenraum ist mit einer Holzbalkendecke überspannt. Auch wurden die Fenster erheblich vergrößert, um den Kirchenraum heller zu gestalten. Um 1780 bekam die Kirche die heutigen, zweigeschossigen Emporen. Um 1900 fand bei der umfassenden Sanierung der Einbau der heutigen Kanzel und der Kirchenbänke statt. 

## Orgel
Die Orgel von 1880 stammt aus der Werkstatt des Schleizer Orgelbauers Ernst Poppe. Sie hat 8 Register auf einem Manual und Pedal und die Register- und Tontraktur ist pneumatisch. Eine Restaurierung erfolgte 2015 durch die Firma Orgelbau Kutter. Die Disposition lautet wie folgt:
| I Manual C–f3 |              |    |
| 1.            | Principal    | 8′ |
| 2.            | Traversflöte | 8′ |
| 3.            | Gedackt      | 8′ |
| 4.            | Gambe        | 8′ |
| 5.            | Principal    | 4′ |
| 6.            | Gemshorn     | 4′ |
| 7.            | Mixtur II    |    |

| Pedal C–d1 |        |     |
| 8.         | Subbaß | 16′ |

- Koppeln: I/P